# 義路戰役 (1951年)
義路戰役（法語：Bataille de Nghia Lo），越南語稱李常傑戰役發生於1951年10月3至10日，是第一次印度支那戰爭中的一場戰役。1951年6月，當武元甲在底江戰役的進攻被擊退後，他和塔西尼將軍都迫切地想再次交戰。武元甲在初期成功取得成功，但在塔西尼擔任法軍總指揮後卻敗仗不斷。10月3日，越南第312師在義路鎮附近發動襲擊，該村莊為法軍的重要據點。越軍對鎮附近的防禦哨所發動第一次攻擊，但拉烏爾·薩朗將軍迅速的控制了形勢，並加強防禦，並於當晚再次擊退了越軍的進攻。越軍最終撤退過紅河。

## 傷亡

### 法軍
根據拉烏爾·薩朗的說法:
- 36人死亡
- 96人受傷

### 越軍
根據拉烏爾·薩朗和皮埃爾·蒙塔尼翁的說法:
- 1,000人死亡
- 2,500人受傷

根據埃爾萬·貝戈特的說法:
- 4,000人死亡
- 2,500人受傷
- 1,300人被俘